# Août 1825

## Événements
- 6 août : indépendance de la Bolivie remportée par le général Antonio José de Sucre Alcala, lieutenant de Simón Bolívar Palacios.
- 12 août : le « libertador », le général vénézuélien Simón Bolívar Palacios devient le premier président de la République de Bolivie.
- 19 août : le premier Traité de Prairie du Chien est signé par William Clark et Lewis Cass pour les États-Unis et les représentants des Sioux, Sac et Fox, Menominee, Iowa, Winnebago et publié le 6 février 1826. Le traité commence par établir la paix entre ces protagonistes. Il définit ensuite une frontière entre chaque groupe tribal, souvent nommée Prairie du Chien Line (La ligne de Prairie du Chien). Une clause indique que les tribus n'ont le droit de chasser qu'à l'intérieur des limites autorisées.
- 25 août : 
  - Libération de l’Uruguay. Les « Trente-trois Orientaux », dirigés par Lavellaja, chassent les Portugais du Brésil qui occupaient le pays depuis 1816 et déclarent leur appartenance au Río de la Plata, ce qui occasionne une guerre de deux années entre l’Argentine et le Brésil. Ils n’acceptent de se lier à l’Argentine que par un pacte Fédéral.
  - Bolívar donne une Constitution « monocratique » à la Bolivie, qui inquiète les élites péruviennes.
- 29 août : le Portugal reconnait l'indépendance du Brésil au traité de Rio de Janeiro.